# Melissa Manchester
Melissa Manchester (Nueva York, 15 de febrero de 1951) es una cantante, compositora y actriz estadounidense, ganadora de varios Billboard singles, y premios Grammy.
Su padre fue fagotista de la Ópera Metropolitana de Nueva York. 
Empezó a cantar jingles comerciales a los 15 años y pasó a convertirse en escritora del equipo del Chappell Music de Nueva York mientras asistía a la Escuela Superior de Artes Escénicas. Después de tomar una clase de composición en la Universidad de Nueva York, impartida por Paul Simon, Manchester demostró su talento en el Club de Escena de Manhattan, donde fue descubierta por Bette Midler y Barry Manilow. Ambos la contrataron como corista en 1971. 
Grabó su álbum debut, «Home to Myself» en 1973, ha coescrito muchas de sus canciones con Carole Bayer Sager. En 1975 Melissa produjo su primer Top Ten, "Midnight Blue", y a la vez estableció su propio estilo para la mayor parte de su carrera.
Ella y Kenny Loggins coescribieron en 1978, a dúo con Stevie Nicks, "Whenever I Call You Friend" y al año siguiente Manchester volvió a la lista de los diez primeros con "Don't Cry Out Loud". En 1980, Manchester ya estaba convertida en una cantante de éxito con dos temas de película nominados para el Oscar (Ice Castles y The Promise), dos años después logró su mayor éxito a nivel de los Billboard singles ocupando el quinto lugar con el éxito "You Should Hear How She Talks About You" con el que ganó un Grammy por mejor interpretación vocal femenina. Durante 1980 y 1990, Manchester alternó la escritura de guiones  con las grabaciones y de vez en cuando actuando con Bette Midler en «For the Boys» así como en la serie Blossom como la madre del protagonista. 
En la primavera del 2004, Manchester volvió con su primer álbum en 10 años. Canciones como "When I Look Down That Road" que incluyen colaboraciones con Beth Nielsen Chapman y Keb 'Mo, marcaron su prácticamente primera versión con Koch.

## Discografía
- 1973: Home to Myself
- 1974: Bright Eyes
- 1975: Melissa
- 1976: Better Days and Happy Endings
- 1977: Help Is on the Way
- 1978: Don't Cry Out Loud
- 1979: Melissa Manchester
- 1980: For the Working Girl
- 1980: I'll Never Say Goodbye
- 1982: Hey Rick
- 1983: Greatest Hits
- 1983: Emergency
- 1984: Your Place or Mine
- 1985: Mathematics
- 1986: Let Me Be Good to You
- 1989: Tribute
- 1992: Little Nemo: Adventures in Slumberland
- 1995: if My Heart Had Wings
- 1996: Stand in the Light, duetto con Tats Yamashita
- 1997: The Essence of Melissa Manchester
- 1997: Joy
- 1998: The Colors of Christmas
- 2004: Whwn I Look Down That Road
- 2015: You Gotta Love The Life